# Усова Любов Дмитрівна
Любов Дмитрівна Усова (6 вересня 1921, Іркутськ, Іркутська губернія РРФСР) — білоруський радянський архітектор.

## Біографія
Народилася в Іркутську 6 вересня 1921 року в сім'ї службовців. У 1930-их її родина пераїхала до Москви, дзе Любов після закінчення школи вступила у Московський архітектурний інститут. Під час Другої світової війни знаходилася в евакуації в Ташкенті, назад повернулася тільки в 1945 році. У 1947 році захистила з відзнакою дипломний проект, після чого за розподілом направлена на роботу у Мінськ в архітектурно-планувальну майстерню при Мінміськонкому, де працював її чоловік Василь Йосипович Геращенко.
Разом з архітектором А. Воїновим, як співавтор, спроектувала Білоруський республіканський театр юного глядача, Палац піонерів, будівлю обкому КПБ (зараз тут розташовується Виконавчий комітет СНД). Разом з Л. Римінським проектувала і відновлювала головний корпус БПІ. Виконала ряд робіт по прив'язці та реконструкції шкіл, дитячих садків, проектувала житлові будинки спільно з чоловіком в районі Привокзальної площі, для робочих Мотовелозаводу, житлові квартали заводів електрощитів і запчастин.

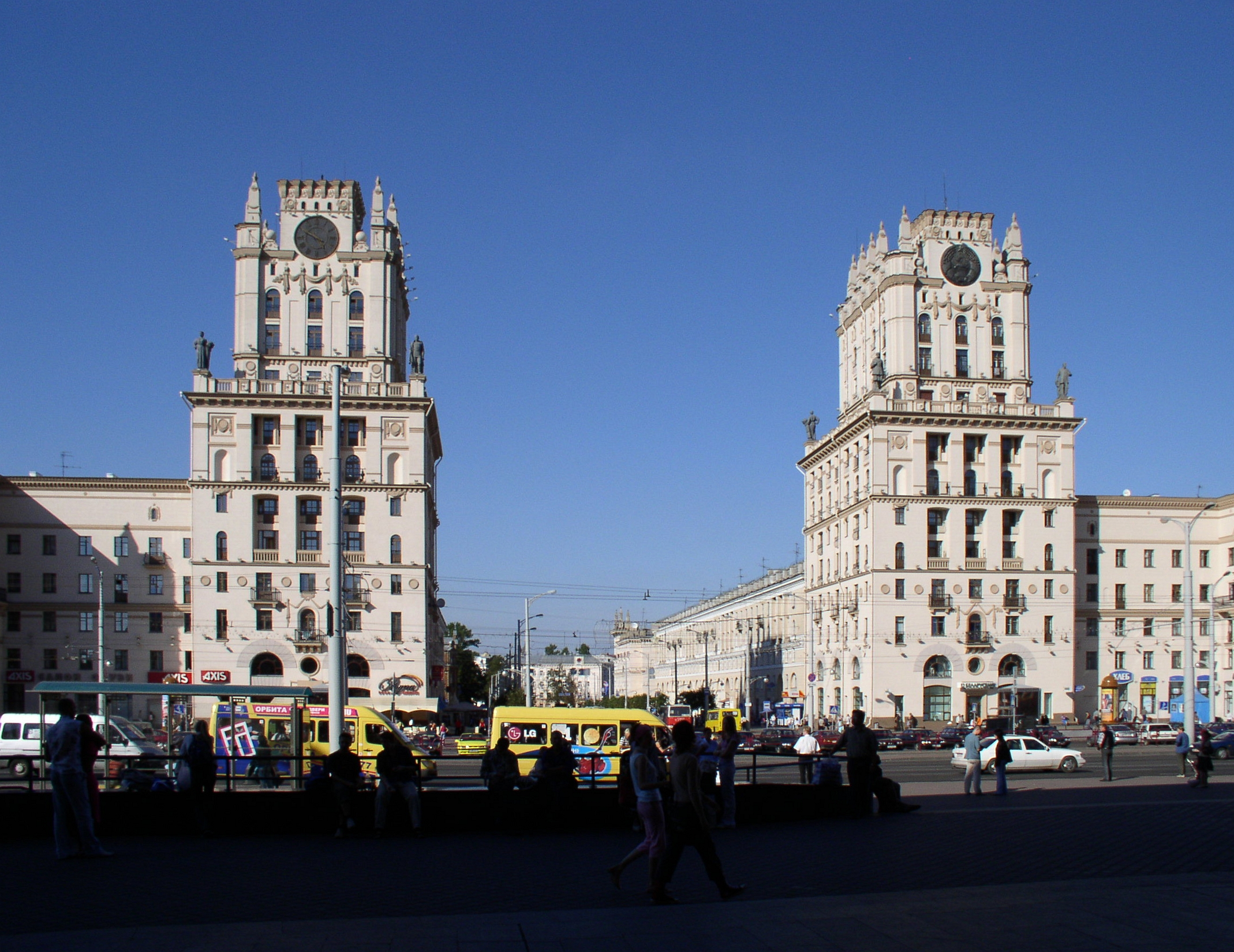
Ворота Мінська на Привокзальній площі (арх. Б. Рубаненко, Л. Голубовський, А. Карабельников, Л. Усова, В. Геращенко, 1947—1956 рр.)

Брала участь у створенні скверу біля театру опери та балету, парку Перемоги, займалася реконструкцією дитячого парку імені М. Горького. У 1970-ті роки брала участь у вирішенні проблеми обводненості і водного благоустрою Мінська, зокрема виконувала архітектурно-планувальну частину Мінського водного каскаду — водосховищ Дрозди і Криниця, розробляла проекти детального планування північно-західної і південно-східної частини водно-зеленого діаметра столиці, східного і південного берегів Заславського водосховища і Вячі.

## Нагороди
За творчу діяльність Любов Дмитрівна Усова неодноразово нагороджувалася грамотами Верховної Ради БРСР, почесними грамотами і грамотами інституту «Мінськпроект», Спілок архітекторів СРСР і БРСР. У 1989 році занесена в книгу пошани інституту «Мінськпроект».